# Comté d'Abbeville
Pour les articles homonymes, voir Abbeville (homonymie).
Le comté d'Abbeville est l’un des 46 comtés de l’État de Caroline du Sud, aux États-Unis. Il a été fondé en 1785. Son siège est la ville d'Abbeville. Selon le recensement de 2020, la population du comté est de 24 295 habitants. 

## Géographie
Le comté a une superficie de 1 324 km², dont 1 316 km² est de terre. 

## Démographie
| 1790  | 1800   | 1810   | 1820   | 1830   | 1840   |
| ----- | ------ | ------ | ------ | ------ | ------ |
| 9 197 | 13 553 | 21 156 | 23 167 | 28 149 | 29 351 |

| 1850   | 1860   | 1870   | 1880   | 1890   | 1900   |
| ------ | ------ | ------ | ------ | ------ | ------ |
| 32 318 | 32 385 | 31 129 | 40 815 | 46 854 | 33 400 |

| 1910   | 1920   | 1930   | 1940   | 1950   | 1960   |
| ------ | ------ | ------ | ------ | ------ | ------ |
| 34 804 | 27 139 | 23 323 | 22 931 | 22 456 | 21 417 |

| 1970   | 1980   | 1990   | 2000   | 2010   | 2020   |
| ------ | ------ | ------ | ------ | ------ | ------ |
| 21 112 | 22 627 | 23 862 | 26 167 | 25 417 | 24 295 |